# Лемур Стејшон (Калифорнија)
Лемур Стејшон (енгл. Lemoore Station) насељено је место без административног статуса у америчкој савезној држави Калифорнија.

## Демографија
По попису из 2010. године број становника је 7.438, што је 1.689 (29,4%) становника више него 2000. године.
| Група             | 2000.         | 2010.         |
| Белци             | 3.246 (56,5%) | 4.229 (56,9%) |
| Афроамериканци    | 630 (11,0%)   | 729 (9,8%)    |
| Азијати           | 550 (9,6%)    | 560 (7,5%)    |
| Хиспаноамериканци | 968 (16,8%)   | 1.445 (19,4%) |
| Укупно            | 5.749         | 7.438         |